# Áron Yaakobishvili
Áron Yaakobishvili (Budapest, 6 de marzo de 2006) es un futbolista húngaro que juega de portero en el F. C. Andorra de la Segunda División de España.

## Primeros años
Nació en Budapest, Hungría, de padres judíos; su padre nació en Georgia y pasó dos años en Israel, lo que le permitió obtener la nacionalidad israelí; su madre es húngara. Su hermano mayor, Antal, también es futbolista, y actualmente juega en el también club español Girona F. C..

## Trayectoria
Se unió al equipo local Baráti Bőrlabda a la edad de seis años en 2012, antes de pasar al Angyalföldi Sportiskola dos años más tarde. Pasó una temporada en el MTK Budapest F. C. antes de mudarse a España en 2017 después de que su madre aceptara un trabajo en Barcelona. A su llegada a España, pasó una breve temporada en el equipo amateur Atlètic Sant Just, antes de ser invitado a una prueba de tres días con el F. C. Barcelona al año siguiente, incorporándose al club tras impresionar a los entrenadores.
Tras pasar por la academia La Masía del Barcelona, firmó su primer contrato profesional con el club en febrero de 2022. En marzo del mismo año, se entrenó con el primer equipo del Barcelona. El 11 de octubre de 2023 fue nombrado por el periódico inglés The Guardian como uno de los mejores jugadores del mundo nacidos en 2006.
Durante la temporada 2024-25, en la que ganó tres títulos con el juvenil, llegó a debutar con el filial en Primera Federación. De cara a la siguiente fue cedido al F. C. Andorra.

## Selección nacional
Ha representado a Hungría a nivel internacional juvenil. En junio de 2023, el medio israelí de periodismo deportivo Sport 5 informó de que Yaakobishvili y su hermano estaban intentando obtener la ciudadanía israelí para poder representar a la nación a nivel internacional. Sin embargo, su agente Georgi Attila desmintió estos rumores, afirmando que los hermanos eran húngaros y que querían representar a Hungría a nivel internacional.

## Estadísticas

### Clubes
Actualizado al último partido disputado el 27 de septiembre de 2024.
| F. C. Barcelona Atlètic · España      | 1.ª F         | 2024-25       | 1 | 0 | ― | ― | ― | ― | 1 | 0 |
| F. C. Barcelona Atlètic · España      | Total club    | Total club    | 1 | 0 | 0 | 0 | 0 | 0 | 1 | 0 |
| Total carrera                         | Total carrera | Total carrera | 1 | 0 | 0 | 0 | 0 | 0 | 1 | 0 |
| (1) Hace referencia a goles encajados |               |               |   |   |   |   |   |   |   |   |